# Championnats du monde juniors de ski alpin 1988
Navigation
Édition précédente Édition suivante
Les Championnats du monde juniors de ski alpin 1988 sont la septième édition des Championnats du monde juniors de ski alpin. Ils se déroulent du 27 au 31 janvier 1988 à Madonna di Campiglio en Italie. Pour la première fois les championnats intègrent (à l'image des précédents championnats du monde seniors) des épreuves de super G et l'édition comporte donc dix épreuves : descente, super G, slalom géant, slalom et combiné dans les catégories féminine et masculine. Le combiné n'est pas une épreuve à part mais la somme des résultats des descente, slalom géant et slalom. Il récompense les skieurs les plus polyvalents.
Avec sept médailles sur trente dont trois titres, l'Autriche termine en tête du classement des nations pour la cinquième année consécutive, devant l'Allemagne de l'Ouest et les États-Unis. Côté performances individuelles, l'Autrichienne Sabine Ginther remporte trois titres (les trois de l'équipe autrichienne) en super G, slalom géant et combiné, plus une médaille d'argent en descente.

## Tableau des médailles
| Rang  | Nation               | Or | Argent | Bronze | Total |
| ----- | -------------------- | -- | ------ | ------ | ----- |
| 1     | Autriche             | 3  | 1      | 3      | 7     |
| 2     | Allemagne de l'Ouest | 2  | 2      | 0      | 4     |
| 3     | États-Unis           | 1  | 2      | 1      | 4     |
| 4     | Italie               | 1  | 2      | 0      | 3     |
| 5     | Union soviétique     | 1  | 0      | 1      | 2     |
| 6     | Bulgarie             | 1  | 0      | 0      | 1     |
| 6     | Yougoslavie          | 1  | 0      | 0      | 1     |
| 8     | France               | 0  | 1      | 4      | 5     |
| 9     | Finlande             | 0  | 1      | 0      | 1     |
| 9     | Suède                | 0  | 1      | 0      | 1     |
| 11    | Tchécoslovaquie      | 0  | 0      | 1      | 1     |
| Total | Total                | 10 | 10     | 10     | 30    |

## Podiums

### Hommes
| Épreuves                     | Or                                            | Argent                                   | Bronze                              |
| ---------------------------- | --------------------------------------------- | ---------------------------------------- | ----------------------------------- |
| Descente 27 janvier 1988     | Kaspar Gilgenrainer (pl) Allemagne de l'Ouest | Wolfgang Graßl (de) Allemagne de l'Ouest | Peter Rzehak Autriche               |
| Super G 28 janvier 1988      | Jeremy Nobis (en) États-Unis                  | Sergio Bergamelli Italie                 | Peter Rzehak Autriche               |
| Slalom géant 29 janvier 1988 | Gregor Grilc (sl) Tchécoslovaquie             | Janne Leskinen Finlande                  | Jeremy Nobis (en) États-Unis        |
| Slalom 30 janvier 1988       | Stefan Šalamanov Bulgarie                     | Thomas Fogdö Suède                       | Max Ancenay (it) France             |
| Combiné, 30 janvier 1988     | Konstantin Čistjakov Union soviétique         | Max Ancenay (it) France                  | Vlastimil Maxa (pl) Tchécoslovaquie |

### Femmes
| Épreuves                     | Or                                               | Argent                                           | Bronze                             |
| ---------------------------- | ------------------------------------------------ | ------------------------------------------------ | ---------------------------------- |
| Descente 27 janvier 1988     | Andrea Schwarzenberger (it) Allemagne de l'Ouest | Sabine Ginther Autriche                          | Ulla Lodziņa (en) Union soviétique |
| Super G 28 janvier 1988      | Sabine Ginther Autriche                          | Andrea Schwarzenberger (it) Allemagne de l'Ouest | Aline Mandrillon France            |
| Slalom géant 30 janvier 1988 | Sabine Ginther Autriche                          | Bibiana Perez Italie                             | Elfi Eder Autriche                 |
| Slalom 31 janvier 1988       | Renate Oberhofer (en) Italie                     | Tanis Hunt (pl) États-Unis                       | Raymonde Ansanay Alex (pl) France  |
| Combiné, 31 janvier 1988     | Sabine Ginther Autriche                          | Krista Schmidinger (en) États-Unis               | Raymonde Ansanay Alex (pl) France  |